# Pseudopezus binigromaculatus
Pseudopezus binigromaculatus là một loài bọ cánh cứng trong họ Cerambycidae.